# خلیج هامبر

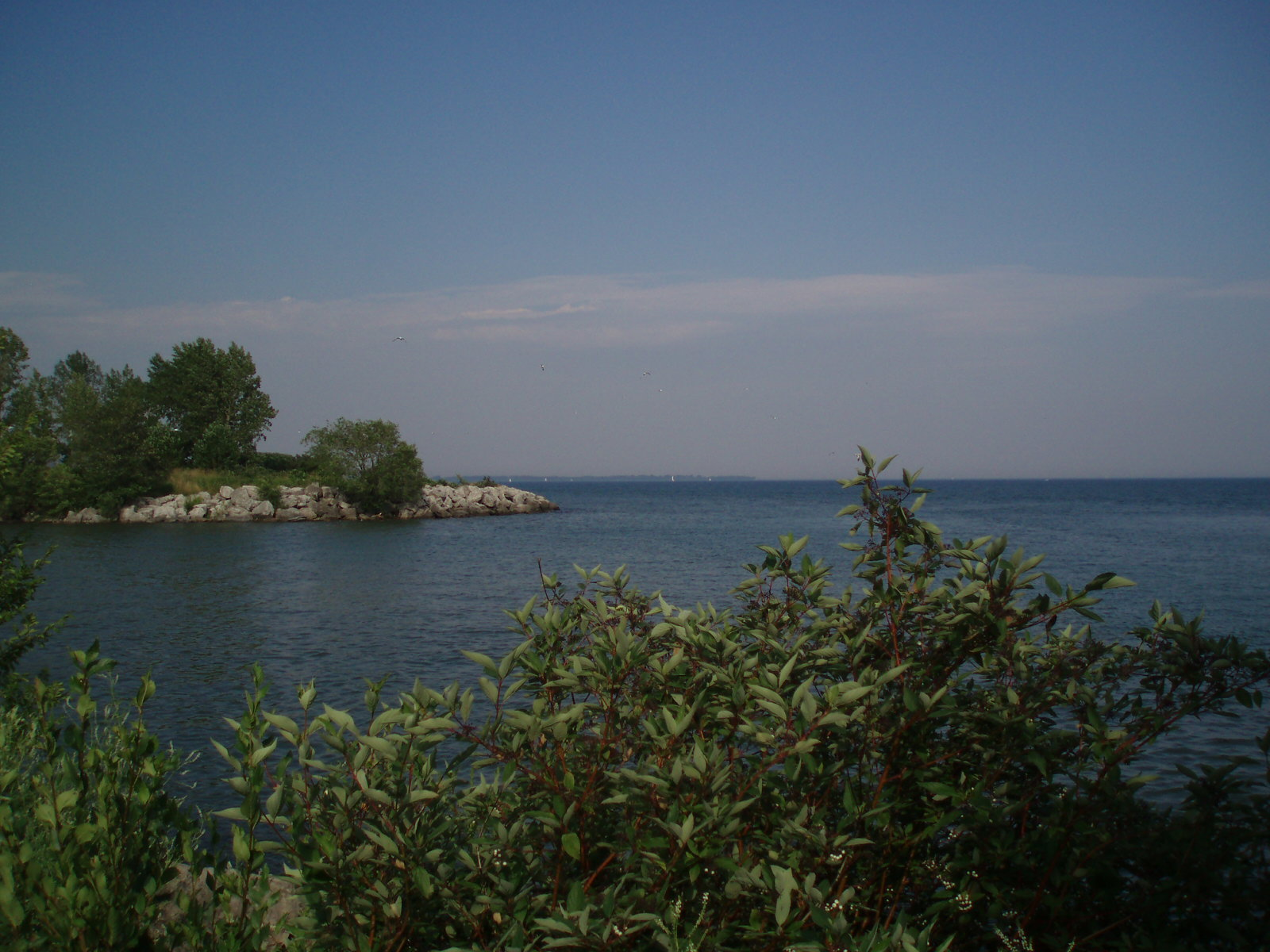
خلیج هامبر

خلیج هامبر (انگلیسی: Humber Bay) خلیج دریاچه دریاچه انتاریو در جنوب تورنتو، انتاریو، کانادا است. این خلیج بین انتاریو پلیس در شرق و نهر میمیکو در غرب واقع شده‌است. این خلیج نام خود را به محله خلیج هامبر در اتوبیکو داده‌است.